# Praia de Belas
Praia de Belas es un barrio de la ciudad de Porto Alegre, Brasil. Fue creado por la Ley 2,022 del 7 de diciembre de 1959. En este barrio se encuentran grandes parques como el Largo dos Açorianos, edificios públicos e incluso el estadio del club Internacional.

## Historia

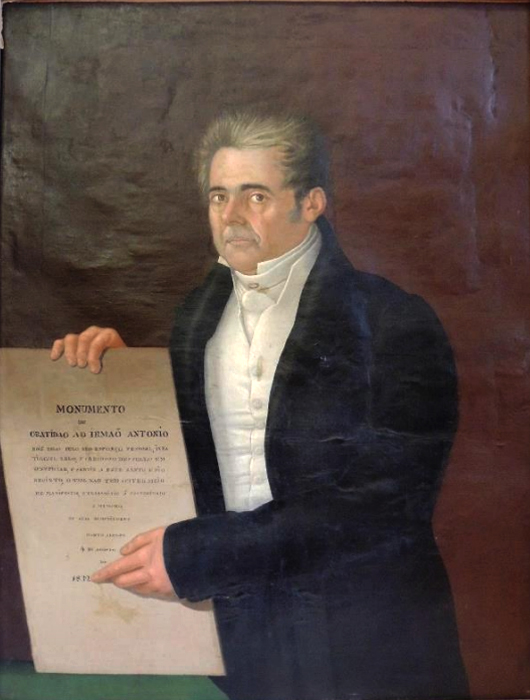
Antônio Rodrigues de Belas en la galería de benefactores de la Santa Casa, 1832.

Hay más de una versión del origen del nombre del barrio. Según la versión más aceptada por los historiadores locales, el nombre se debe al antiguo dueño de una chacra en la zona, Antônio Rodrigues de Belas, que hacia 1839 construyó un camino que se convirtió en un paso frecuente para el comercio de esclavos. A partir de entonces, comenzó a tomar formar el interés de la población por construir un barrio que aprovechara la belleza de la costa del lago Guaíba.
Fue con la construcción de un muelle de piedra en 1870 que la ciudad comenzó a prestarle atención a la zona. En ese momento las personas que vivían en el camino de Praia de Belas comenzó a aumentar haciendo necesaria su expansión. Finalmente, en 1960, se concluyeron las obras para ganar territorio al lago y así nació el barrio que se urbanizó a lo largo de los años albergando hoy edificios públicos y grandes áreas verdes de esparcimiento.

### Extinción de laVila Chocolatão
El 24 de mayo del 2011, se anunció la destrucción de las construcciones precarias de la favela conocida como "Vila Chocolatão" que llevaba más de 25 años, y el traslado de sus 700 pobladores a viviendas populares ubicadas en la zona este de la ciudad. La villas e ubicaba junto a la avenida Loureiro da Silva, cerca del Tribunal Regional y otros edificios públicos.